# Tag des Deutschen Schlagers
Mit dem Tag des Deutschen Schlagers wird seit 2009 von den deutschen Schlagervereinen und Fanclubs deutschsprachiger Künstler der Deutsche Schlager gefeiert. Der Tag des Deutschen Schlagers findet jährlich am dritten Samstag im Januar statt. Der Termin für den Aktions- und Gedenktag ist historisch angelehnt an die ZDF-Hitparade, die am 18. Januar 1969 erstmals ausgestrahlt worden ist.

## Geschichte
Der Gedenktag geht unter anderen zurück auf den Träger der Bundesverdienstmedaille Robert Bosch, Botschafter für den Deutschen Schlager, und ist eine Initiative des Kultur- und Gesellschaftsvereins Schlagerfreunde Essen 1996 e. V. mit Sitz in Essen. Der erste Tag des Deutschen Schlagers am 17. Januar 2009 stand unter der Schirmherrschaft von Dieter Thomas Heck, dem ersten und langjährigen Moderator der ZDF-Hitparade.